# フランソワ・ジャコブ
フランソワ・ジャコブ（François Jacob, 1920年6月17日 - 2013年4月19日）はフランスの医師で病理学者、遺伝学者。ジャック・モノーとともに遺伝子発現調節を説明するオペロン説を提出し、これにより1965年度ノーベル生理学医学賞を受賞した。

## 生涯
ユダヤ系家庭の一人息子としてナンシーに生まれた。神童として知られ、7歳でリセに入学した。その後医学を志してパリ大学医学部に入学した。第二次世界大戦ではイギリスに渡ってド・ゴール亡命政権に協力し、北アフリカ戦線で軍医として活動し重傷を負った。1947年に卒業したが、外科医を断念して研究生活に入り、アンドレ・ルヴォフ（のちにノーベル賞共同受賞）のもとで微生物学を研究した。さらにジャック・モノーとともに大腸菌の遺伝子発現調節の研究を進め、mRNAを介した遺伝情報の転移や、フィードバックによる発現調節（オペロン説）のモデルを提出し、分子遺伝学の基礎を築いた。またタンパク質のアロステリック調節の研究も行った。1964年、コレージュ・ド・フランス教授に就任。
1962年シャルル＝レオポール・メイエ賞、メンデル・メダル受賞。1996年、アカデミー・フランセーズ会員に選出された。